# FC Politehnica Iași
FC Politehnica Iași byl rumunský fotbalový klub z Iași. Klub byl založen v roce 1945 a zanikl v roce 2010. Svoje domácí utkání hrál na stadionu Stadionul Emil Alexandrescu s kapacitou 11 390 diváků.